# 德宏南亚航空

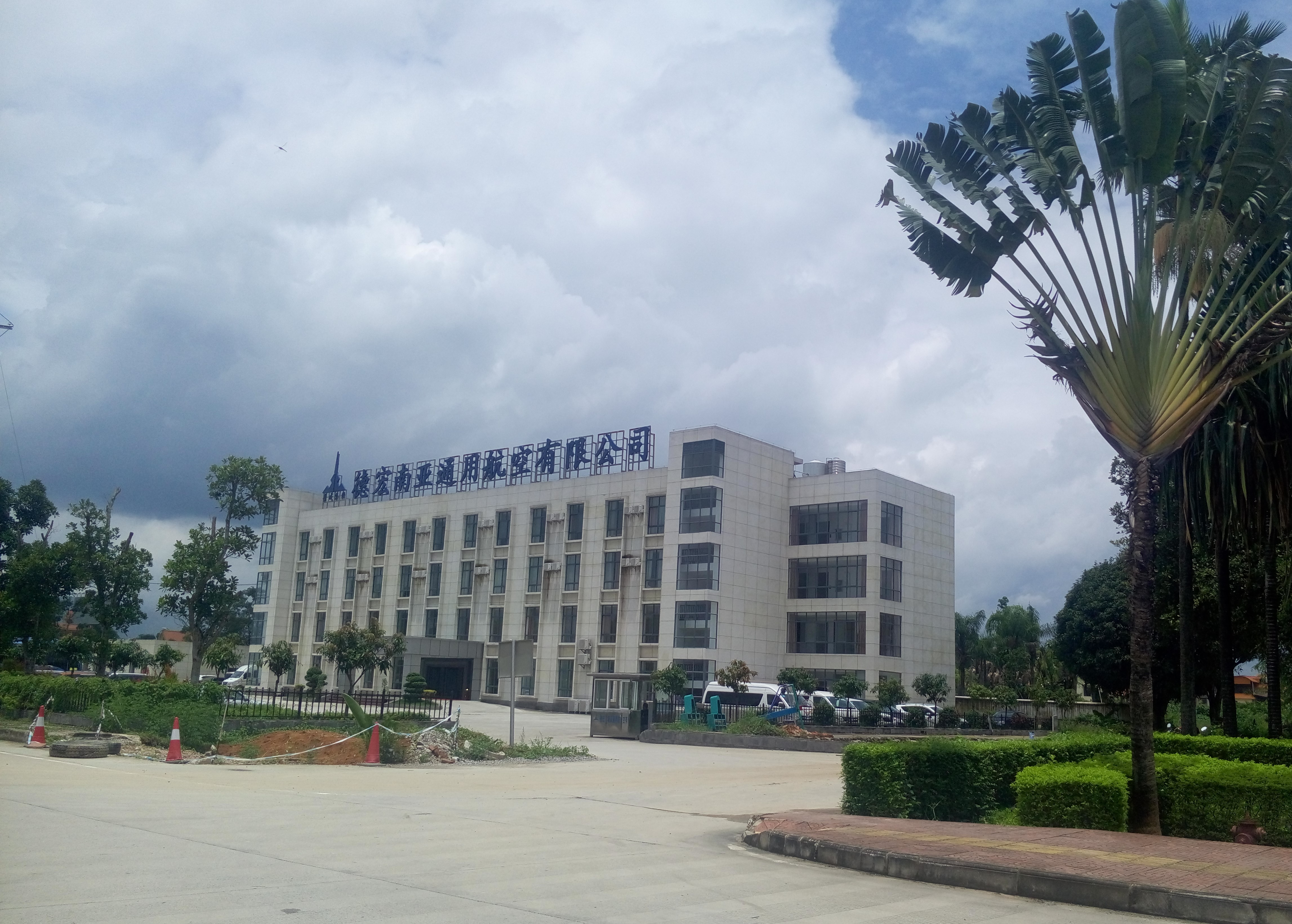
德宏南亚航空在芒市机场的办公楼

德宏南亚通用航空有限公司（英语：Dehong South Asian General Aviation Co.,Ltd），简称德宏南亚航空，是云南景成集团成立的一家通用航空公司，注册资本3亿元。
德宏南亚航空的运营基地设在德宏芒市机场，机场内建有公务机和直升机的航材库、工具库房以及一幢综合办公楼。德宏南亚航空在瑞丽市勐秀乡建有瑞丽景成直升机场。

## 历史
2012年9月24日，德宏公务机有限公司和瑞丽景成直升机有限公司正式获得筹建批复。2013年9月27日，二公司合并更名德宏南亚航空。2013年11月18日获得中国民用航空西南空中交通管理局颁发的通用航空企业经营许可证。2014年5月18日，德宏南亚航空与瑞丽航空一道完成首航。2019年11月，德宏南亚通用航空公司被北京市第一中级人民法院司法拍卖，最终流拍。

## 机队

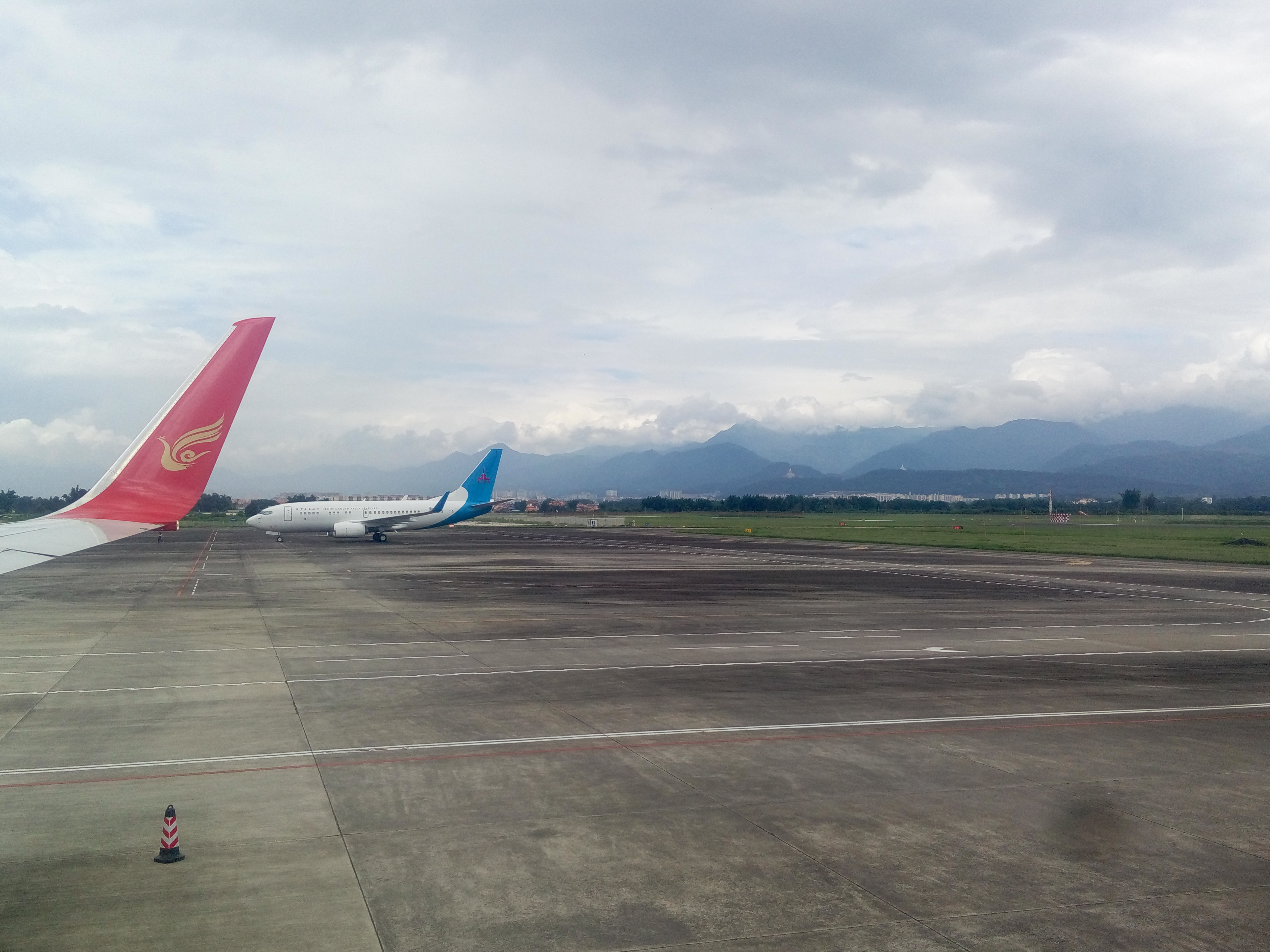
德宏南亚航空的波音737-700公务机
摄于德宏芒市机场一架昆航班机右侧舷窗

截止2019年11月，德宏南亚航空共拥有1架公务机和2架直升机。
| 机型          | 数量 | 注册号（B） |
| ------------- | ---- | ----------- |
| 波音BBJ       | 1    | 5818        |
| 西科斯基S-92A | 1    | 7366        |
| 西科斯基S-76D | 1    | 7348        |
| 总计          | 3    |             |

## 相关事件
德宏南亚航空曾在2014年2月1日至3日派出注册号为B-7366的西科斯基S-92A参与腾冲县1·30特大持枪杀人案嫌犯追捕行动。

## 资料来源
1. 1 2   (PDF). Washington: Air Traffic Organization Policy. 2016-09-15: 3-3-23  [2017-08-30]. （原始内容 (PDF)存档于2022-03-19）.
2. 1 2 3  . www.cgaa.com.cn. 中国民用航空网. 2015-10-08  [2017-08-30]. （原始内容存档于2019-06-08）.
3. 1 2 3 4 5  . www.jcjtgs.com. 云南景成集团有限公司. 2013-12-02  [2017-08-28]. （原始内容存档于2019-06-07）.
4. ↑   (PDF). www.icao.int. International Civil Aviation Organization. 2017-07-13  [2017-08-28]. （原始内容 (PDF)存档于2019-06-11）.
5. ↑  . www.jcjtgs.com. 云南景成集团有限公司. 2013-12-02  [2017-08-28]. （原始内容存档于2019-06-09）.
6. 1 2  王楠. . yn.yunnan.cn. 云南网. 2014-05-18  [2017-08-28]. （原始内容存档于2017年10月1日）.
7. ↑  . dehong.yunnan.cn. 云南网. 2013-08-20  [2017-08-30]. （原始内容存档于2016-09-10）.
8. 1 2  刘祥元; 项陆才. . www.yunnan.cn. 云南网. 2014-03-29  [2017-08-28].[永久]
9. ↑  . www.jcjtgs.com. 云南景成集团有限公司. 2014-05-20  [2017-08-28]. （原始内容存档于2019-06-09）.
10. ↑  . www.planespotters.net. Planespotters.net. 2015-08-18  [2017-08-30]. （原始内容存档于2019-06-10）.
11. ↑  . www.helis.com. Helicopter History Site.   [2017-08-28]. （原始内容存档于2019-06-08）.
12. ↑  . news.carnoc.com. 民航资源网. 2014-05-17  [2017-08-30]. （原始内容存档于2019-06-11）.
13. ↑  . www.jcjtgs.com. 云南景成集团有限公司. 2014-02-13  [2017-08-28]. （原始内容存档于2019-06-08）.